# مهدی نوایی
مهدی نوایی (زادهٔ ۱۲۶۲ – درگذشتهٔ ۴ فروردین ۱۳۲۶ در اصفهان) نوازنده، مُدرسِ نی و شاعر اهل ایران بود.

## زندگی هنری
مهدی نوایی در سال ۱۲۶۲ شمسی متولد شد. پدرش «علی اکبر» مردی اهل علم و ادب بود. مهدی نوایی تا ۱۵ سالگی، خواندن و نوشتن، علوم و ادبیات را در مکتب فراگرفت و خوشنویسی را نیز آموخت. او که از کودکی به موسیقی گرایش داشت، نواختنِ ساز «نی» را نزد «موسی خان نی‌نواز» آغاز کرد و پس از مدتی در کلاسِ نایب اسدالله حاضر شد و تا پایان عمرِ نایب اسدالله از وی بهره برد. پس از درگذشتِ «نایب» نیز از آموزشِ «عبدالخالق» که از شاگردان برجستهٔ نایب اسدالله بود استفاده کرد.
او در سال‌های ۱۳۱۵ تا ۱۳۱۷ چند صفحه به شکل تک‌نوازی و هم‌نوازی با هنرمندانی همچون ابوالحسن صبا و درویش خان ضبط نمود. از وی هم‌چنین چند تک‌نوازی و هم‌نوازی با آواز پروانه و سه‌تار عبدالله دادور (قوام السلطان) باقی مانده‌است.
حسین یاوری اصفهانی و حسن کسایی از جمله شاگردان مهدی نوایی بوده‌اند. او شعر نیز می‌سرود. مرثیهٔ درگذشت «حسین شهناز» از اشعار اوست.

## درگذشت
مهدی نوایی در ۴ فروردین سال ۱۳۲۶ در ۶۴ سالگی درگذشت. پیکر او در تکیهٔ ابوالمعالی کلباسی در تخت فولاد اصفهان به خاک سپرده شد.